# Juha Janhunen
Juha Janhunen, né le 12 février 1952 à Pori, est un linguiste orientaliste finlandais et professeur de l'université d'Helsinki.

## Biographie
Juha Janhunen a principalement effectué ses recherches sur les langues ouraliennes et mongoles ainsi que le chinois, le japonais et le coréen.

## Publications
Parmi les nombreux ouvrages de Juha Janhunen citons:
- (de) Juha Janhunen, Samojedischer Wortschatz. Gemeinsamojedische Etymologien, Helsinki, Société finno-ougrienne, coll. « Castrenianumin toimitteita 17 », 1977 (ISBN 978-9514511615)
- (en) Juha Janhunen, Material on Manchurian Khamnigan Evenki, Helsinki, Société finno-ougrienne, coll. « Castrenianumin toimitteita 17 », 1991, 120 p. (ISBN 978-9519403434)

- (en) Juha Janhunen, Glottal stop in Nenets, Helsinki, Société finno-ougrienne, coll. « Suomalais-Ugrilaisen Seuran toimituksia 196 »
- (en) Juha Janhunen, Manchuria. An ethnic history, Helsinki, Société finno-ougrienne, coll. « Suomalais-Ugrilaisen Seuran toimituksia 222 », 1996, 335 p. (ISBN 978-9519403847)
- (en) Juha Janhunen (ed.), Mongolic languages, Londres, Routledge, coll. « Routledge language family series 5 », 2003

- (en) Juha Janhunen, Khamnigan Mongol, Munich, Lincom publishers, 2005 (ISBN 978-3895862267)

- (en) Wu Yingzhe et Juha Janhunen, New Materials on the Khitan Small Script: A Critical Edition of Xiao Dilu and Yelü Xiangwen, Folkestone, Kent, Global Orienta, 2010, 384 p. (ISBN 978-1906876500)

- (en) Juha Janhunen, Mongolian, Amsterdam/Philadelphia, John Benjamins Publishing Company, coll. « London Oriental and African Language Library, 19 », 2012, 320 p. (ISBN 9789027238207)

- Juha Janhunen (2005). Khamnigan Mongol. Munich: Lincom Europa.
- Wu Yingzhe and Juha Janhunen (2010). New Materials on the Khitan Small Script: A Critical Edition of Xiao Dilu and Yelü Xiangwen. Folkestone, Kent: Global Oriental.

## Reconnaissance
Le professeur Janhunen a été élu membre de l'association scientifique finlandaise en 2003 et membre de l'Academia Europaea en 2008,.